# خاره‌چسب رودخانه
خاره‌چسب رودخانه (نام علمی: Acroloxus) نام یک سرده از تیره خاره‌چسب‌های رودخانه است.